# Lesley-Ann Brandt

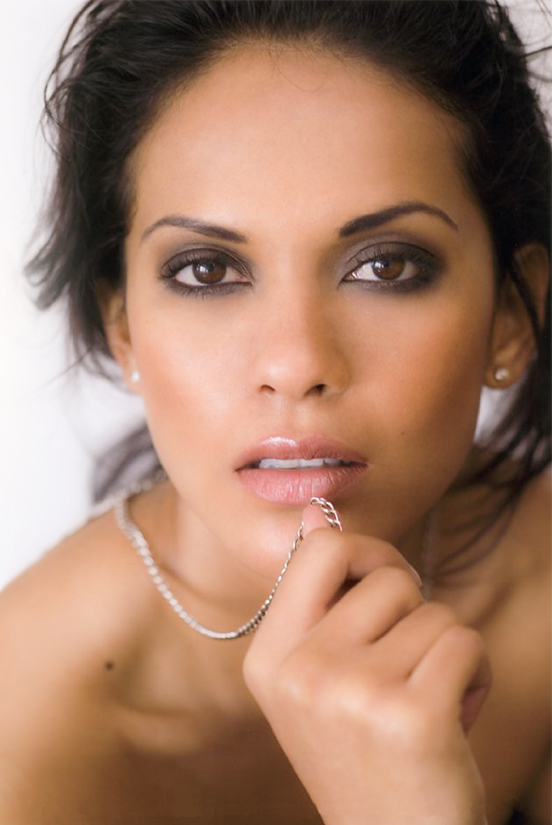
Brandt (2011)

Lesley-Ann Brandt (ur. 2 grudnia 1981 w Kapsztadzie) – południowoafrykańska aktorka, która wystąpiła m.in. w serialach Lucyfer i Spartakus.

## Życiorys
Lesley-Ann Brandt urodziła się i wychowała w Kapsztadzie, lecz w 1999 roku przeniosła się z rodziną do Auckland. Zajmowała się tam m.in. sprzedażą detaliczną, modellingiem i grała w reklamach.

## Życie prywatne
Brandt wyszła w 2015 roku za mąż za Chrisa Payne'a Gilberta, z którym ma od 2017 roku syna, Kingstona.

## Filmografia

### Filmy
| Rok  | Tytuł                             | Rola            | Uwagi       |
| ---- | --------------------------------- | --------------- | ----------- |
| 2010 | The Hopes & Dreams of Gazza Snell | Sharon          |             |
| 2011 | InSight                           | Valerie Khoury  |             |
| 2011 | Zombie Apocalypse                 | Cassie          | film TV     |
| 2012 | A Beautiful Soul                  | Angela Barry    |             |
| 2013 | Bracia surferzy                   | Lani            |             |
| 2015 | Painkillers                       | Guts            |             |
| 2018 | Duke                              | Violet          |             |
| 2018 | Heartlock                         | Tera Sharpe     |             |
| 2020 | Adult Night                       | Leslie          | krótkometr. |
| 2021 | Horror Noire                      | Abbie           |             |
|      | Killing Winston Jones             | Virginia Carver | ukończony   |

### Seriale
| Rok     | Tytuł                                | Rola                      | Uwagi               |
| ------- | ------------------------------------ | ------------------------- | ------------------- |
| 2007    | Shortland Street                     | Sonia                     | 1 odc.              |
| 2009    | Diplomatic Immunity                  | Leilani Fa'auigaese       | gł. obsada, 13 odc. |
| 2010    | Spartakus: Krew i piach              | Naevia                    | gł. obsada, 13 odc. |
| 2010    | Miecz prawdy                         | Thea                      | 1 odc.              |
| 2010    | To nie jest moje życie               | reporterka / Hine         | 2 odc.              |
| 2011    | Chuck                                | Fatima Tazi               | 1 odc.              |
| 2011    | Spartakus: Bogowie areny             | Naevia                    | gł. obsada, 6 odc.  |
| 2011    | CSI: Kryminalne zagadki Nowego Jorku | Camille Jordanson         | 2 odc.              |
| 2011    | Gliniarz z Memphis                   | Adriana                   | 1 odc.              |
| 2013-15 | Bibliotekarze                        | Lamia                     | 5 odc.              |
| 2014    | Single Ladies                        | Naomi Cox                 | 11 odc.             |
| 2014    | Gotham                               | Larissa Diaz / Copperhead | 1 odc.              |
| 2016-21 | Lucyfer                              | Mazikeen                  | gł. obsada          |
| 2022    | History of A Pleasure Seeker         | Jacobina                  | 1 odc.              |
| 2023    | Kapitan Fall                         | Liza (głos)               | gł. obsada          |